# 별의 커비 64
《별의 커비 64》(星のカービィ64)는 닌텐도 초기의 액션 게임으로, 2000년 3월 24일 일본에서 발매되었다. 시리즈 최초로 3D 그래픽을 적용했다.

## 게임 소개
- 최초로 3D그래픽을 적용했으나 너무 부족한 면이나 에러를 보이기도 하였다.
- 기존에 없었던 시스템인 믹스를 도입해 두 가지의 카피능력을 동시에 흡입하거나, 던져 새로운 능력을 얻게 한다.
- 100%클리어를 달성하면 해금되는 목록이 있다.예)theater, ememy info, Boss Battles

## 줄거리
요정인 '리본'은 다크3(리무로, 리무라, 리무루)에 의해 리플 스타는 오염되고 여왕과 몰래 이 행성의 보물인 크리스탈을 들고 다른 행성으로 간다. 그러나 끈질기게 행성에 이어 다크3는 리본을 쫓아가다가 크리스탈을 부숴버리고 리본은 추락한다. 자신의 집 마당에서 하늘에서 떨어지는 크리스탈 조각을 보고 유성으로 잘못 알고는 집으로 들어가려다가 떨어진 크리스탈 조각에 머리를 맞는다. 조금 뒤에 떨어진 리본은 한 조각밖에 남지 않은 크리스탈을 보며 한숨을 내쉰다. 리본이 커비를 발견하고 커비가 주운 조각과 가까이 하니 서로 뭉쳐져 약간 크게 된다. 결국 리본의 이야기를 듣고 떨어진 크리스탈 조각을 모으러 여행을 시작한다.

## 진행
순차적으로 스테이지를 클리어 하는 진행방식이며 곳곳에 숨겨진 크리스탈을 카피능력을 잘 활용해 모두 모아라!

### 스테이지
- Pop star:가장 먼저 진행하는 스테이지. 3개의 스테이지에서 다크3에게 감염된 친구들을 구해내고 여행을 계속한다.
- Rock star:본격적으로 카피능력이 필요해지기 시작. 보스인 픽스를 쓰러뜨려야 한다.
- Aqua star:보스 아크로가 떨어진 크리스탈을 삼켜 다크 덩어리에 감염된다. 수중과 해안, 폭포에서 펼쳐지는 스테이지인 만큼 난이도가 부쩍 늘었다.
- Neo star:정글과 화산으로 이루어진 복잡한 행성. 마그마맨을 쓰러뜨리고 화산 폭발을 피해 잘 탈출할 수 있을까?
- Shiver star:눈과 구름, 기계가 발달한 공장에서 펼쳐지는 험난한 스테이지. #6을 쓰러뜨리고 마지막으로 알고 있는 리플 스타로 떠난다.
- Ripple star:리본의 행성. 처음엔 쉬운 스테이지로 시작해 점점 헷갈리고 카피 능력이 많이 필요해지는 구조로 되어있는 스테이지. 보스인 미라클 매터, 쉬워 보이는 보스가 아닌것 같다. 왜냐하면 해당 능력에 맞는 능력으로 공격해야 데미지가 들어가기 때문 크리스탈조각을 모두 모아 100%를 만들지 못하면 가짜 엔딩으로 끝나버린다.
- Dark star:미라클 매터를 쓰러뜨린 후 나오는 크리스탈이 마지막일 경우 생기는 마지막 스테이지.힘을 되찾은 크리스탈은 여왕의 몸에 빙의하던 다크 덩어리가 몸에서 빠져나와 파이널 스타를 이룬다. 파이널 보스인 제로 투(0²)를 크리스탈과 리본의 도움을 받아 쓰러뜨려라!사실은 다크 스타는 다크 매터로 이루어진 별이었다.

크리스탈을 100%모은 상태에서 제로투를 쓰러뜨리면 엔딩에서 다크 스타의 정체가 드러나는데 이 다크 스타의 정체는 다름 아닌 다크 매터. 그리고 얼마 안 지나 커비일행이 그곳을 탈출하고 다크매터는 폭발해서 사라진다.

## 특징
여타 커비 시리즈와는 달리, 능력을 복사하는 것이 아니라 속성을 복사하는 시스템이다. 속성은 파이어, 스파크, 아이스, 스톤, 니들, 커터, 밤으로 하나마다 다른 능력을 가지며 조합을 하면서 능력을 만들수도 있다. 또는 흡수하지 않고 몬스터를 전투에 이용하는 방법도 가능하다.

### 일반 카피능력
- 파이어 : 일반 버닝과 똑같다. 불덩이가 되어서 짧게 돌진하는 형식.•스파크 : 원형으로 전기를 일으킨다. 뾰족한 것도 나온다.
- 아이스 : 피부가 하늘색이 되면서 아이스 브레스를 뿜으며 회전한다.
- 스톤 : 바위가 되어서 걸어간다. 대단히 느리다.
- 니들 : 몸에 가시가 나와서 공격을 한다. 맞은 적은 경직하다가 죽는다.
- 커터 : 팔과 얼굴을 뜯어내서 날려 공격한다. 날기와 숙이기 불가.
- 밤 : 기존의 밤과 똑같다. 폭탄을 꺼내들어서 던진다.

### 합성 카피능력
- 파이어 + 파이어 : 원형뿔 모형으로 돌진을 가한다. 돌진능력이 좋아서 전방의 적을 버릴 때 사용하기 좋은 편이다. 문제는 거리조정이 안 되고 박으면 움직이질 못한다. 그렇기에 최대한 거리는 확인하고 쓰자.
- 파이어 + 스파크 : 뭔가를 꺼내서 머리에 문지른다. 그 때 정전기가 일어나는데 계속 있으면 머리에 불이 난다. 이 상태에서 닿은 적들은 죽는다. 참고로 불이 날 때에는 멈출 수가 없다. 아래로 눌러서 멈추는 게 불가능. 점프와 이동하는 것은 가능하다.
- 파이어 + 아이스 : 얼음이 되었다가 융해된다. 참 애매한 조합인데 일단 선딜이 꽤 있고 아주 가까이서는 쓰기가 무지 힘들다. 안 쓰는 게 좋다.
- 파이어 + 스톤 : 머리를 화산처럼 만들어서 머리에 돌을 뿜어댄다. 각도를 조정하는 데도 딜레이가 크며 거리도 한정적이고, 사용 도중에는 움직이지 못한다.
- 파이어 + 니들 : 불화살을 쏜다. 일반 밤처럼 누르고 있으면 각도 조절이 가능하다.
- 파이어 + 커터 : 파이어 스워드가 나온다. 공격 할 때 뿐만 아니라 평소 검을 들고 다닐 때에도 검 자체에 공격 판정이 있다. 상단 키를 누르면 검을 위로 올릴 수 있고, 그 상태에서 공격 키를 누르면 검을 던진다.
- 파이어 + 밤 : 불꽃놀이. 3연속으로 사용하면 커비의 그을음이 없어질 때까지 다시 사용할 수 없다. 카피 능력 중 최강이라고 단언해도 괜찮을 정도로 사기다. 이 능력 하나로 올 클리어도 가능.
- 스파크 + 스파크 : 일반 스파크보다 범위가 넓은 전기줄이 나온다. 움직일 수도 있으나 움직이는 경우에는 크기가 점점 줄어든다. 방향키로 정전기를 줄 수 있다.
- 스파크 + 아이스 : 냉장고로 변해서 음식을 꺼내서 먹는다. 체력이 없을 때에는 추천하는 조합, 날아갈 때 음식은 공격판정이지만 거리가 매우 한정적이기 때문에 도저히 공격용으로 써먹을 수는 없다.
- 스파크 + 스톤 : 자기장으로 돌을 연결해서 돌을 휘두른다. 능력 자체는 꽤 쓸만하나 돌이 몬스터에 부딪히기 전에는 이리저리 튀어 다니므로 익숙해질 때까지는 조금 시간이 걸린다.
- 스파크 + 니들 : 피뢰침. 하늘을 향해 솟구쳐서 전기를 받는 무기인데 방향이 일정하고 아래는 공격이 안 된다. 화산과 별 다를 것 없는 성능이지만 공속이 빠르고 타격감은 좋다.
- 스파크 + 커터 : 광선검 썬더 스피어 소환. 파이어 스워드와는 달리 위가 아니라 아래를 겨냥할 수 있다.
- 스파크 + 밤 : 전구가 된다. 스톤처럼 몸 자체에 히트 판정이 있으며, 공격 키를 떼거나 시간이 지나면 전구가 깨지며 파편에 히트 판정이 붙는다.
- 아이스 + 아이스 : 거대한 눈덩이가 되어 굴러다닌다.
- 아이스 + 스톤 : 하키 공 마냥 빠른 속도로 미끄러지며 닿은 적들을 얼린다. 하지만 속도는 점점 떨어지기 때문에 단지 그뿐이다.
- 아이스 + 니들 : 눈결정이 되어서 공격한다. 범위가 넓지만 넓어질 때까지 기다리는 시간이 긴데다가 움직이지도 못하니 쓸 일은 거의 없다.
- 아이스 + 커터 : 피겨 스케이팅을 탄다. 점프를 하거나 브레이크를 이용해서 공격을 할 수 있다. 좁은 맵에서는 그다지 쓸모가 없다.
- 아이스 + 밤 : 눈사람 폭탄이 되며, 몸에 히트 판정이 있다. 기다리는 데에 꽤 시간이 걸리고 캔슬도 불가능하다.
- 스톤 + 스톤 : 이동 가능한 큰 바위로 변한다. 이동속도가 꽤 괜찮은 데다가, 변신을 풀 때의 공격 범위도 넓은 편이기 때문에 쓸만하다. 다만 점프가 안 되고 오르막 길을 올라가지 못한다.
- 스톤 + 니들 : 손에 드릴을 만들어서 공격. 계속 누르고있으면 계속 이동하며 버튼을 떼면 드릴이 나간다.
- 스톤 + 커터 : 별의 커비 3에서 나온 구이 이외의 동물들이 무작위로 나온다. 스톤 + 스톤과 다를 것 없는 능력인데 (카인을 제외한 동물마다 능력이 붙기는 한다.) 모양을 만드는 데부터 이동속도까지 스톤 + 스톤이 훨씬 낫다. 그냥 감상용.
- 스톤 + 밤 : 다이너마이트를 꺼내든다. 범위가 넓은 대신 폭발하는 데 오랜 시간이 걸리는데, 적에게 히트하면 바로 터진다. 그런데 커비도 같이 맞으므로 아래키를 눌러서 안전모로 방어해줘야 하는 능력.
- 니들 + 니들 : 선인장, 벌침, 연필, 컴파스 등 온갖 찌를 것이 다 나온다. 니들의 업그레이드 형식이지만 범위만 넓어졌을 뿐이지 니들과 별 차이가 없다.
- 니들 + 커터 : 조금 그로테스크한 상어 이빨 모양의 덫을 팔에 만들어 하늘을 향해 으깨버린다. 범위는 화산과 비슷하며 역시 위로만 공격이 가능하다.
- 니들 + 밤 : 도르고 폭탄,시간이 지나면 폭발을 하는데 가시가 8방면으로 튄다. 다만 파이어+밤 능력처럼 폭발하고나면 딜레이가 있기 때문에 자주 쓸만한 능력은 아니다.
- 커터 + 커터 : 기존 커터보다 더욱 크고 아름다운 커터가 날아간다. 적이 일직선 상에만 존재하는 맵이라면 쓸만하겠지만, 상하가 있다면 좋지 않다.
- 커터 + 밤 : 마하 3의 속도로 맞으면 터지는 수리검을 던진다. 높이가 맞고 앞에 장애물이 없다면 화면 맨 앞 쪽에서 뒤에 있는 적을 죽이는 것도 가능하다.
- 밤 + 밤 : 단발 1발, 길게 누를 시 총 3발까지 나가는 유도 기능이 있는 로켓을 날린다. 좋다.

## 플레이어
간단히 순차적으로 크리스탈을 모으면 된다.

### 캐릭터
팝 스타를 진행 하면서 볼 수 있는 커비의 친구들. 스테이지 마다 다크3에게 감염된 친구들을 구해야 한다.
- 웨이들 디:크리스탈을 주웠다가 다크 리무로에게 감염되어 웨이들 두의 모습을 하고는 커비를 공격한다. 구해내면 모든 행성의 한 스테이지의 진행을 돕는다.
- 아들레느:크리스탈을 주웠다가 다크 리무라에게 감염되어 어두운 그림으로 커비를 공격한다. 구해내면 모든 행성의 한 스테이지에 숨어있으며 스위치를 누르는 힌트를 알려주거나 아이템을 그려준다.
- 디디디 대왕:크리스탈을 주웠다가 다크 리무루에게 감염, 빙의되어 커비를 공격한다. 구해내면 특정 스테이지 진행을 같이 한다.
- 리본:하트 행성에 주민. 하트 행성에 다크 리무루가 쳐들어오자 크리스탈을 타고 날아간다. 다크 리무루에게 크리스탈을 맞아 커비의 행성으로 떨어진다.

### 아이템
- 맥시멈 토마토:모든 체력을 회복.
- 음식 아이템:체력을 한 칸 회복.
- 별:스테이지, 골 게임, 크리스탈을 얻은 곳에서 출현한다. 노란것은 1칸, 녹색은 3칸, 적색은 5칸을 채워주며 푸른색은 1/3 정도를 채워준다. 모두 모으면 1UP.
- 1UP:커비의 생명을 1개 올려준다.
- 크리스탈:모두 모으면 총 100개. 하이퍼 존에서 제로 투를 무찌르는 무기로 활약.

## 미니 게임
대전 상대는 4p로 설정하지 않는 경우엔 랜덤으로 설정된다.

### 100미터 점프!
말그대로 100미터 정도를 뛰어 가야하는 게임.
도중에 나오는 개구리를 밟으면 잠시동안 경직되고, 웅덩이를 밟으면 경직후 원위치로 돌아가니 주의. 닌텐도 64용 기기를 쓸 때 b버튼을 누르면 1칸을 점프하고, a버튼을 누르면 2칸을 점프한다.

### 범프! 크롭! 범프!
나무에서 내려오는 과일들을 바구니에 담는 게임.
이름에서 알 수 있듯이 범퍼카처럼 상대를 치면서 과일을 담을 수 있다는게 특이하다. 다만 범퍼카 칠 때처럼, 상대방이 사용하면 오히려 되려 당할 수 있으니 요주의. 닌텐도 64용 기기를 쓸 때 a버튼을 누르면 부딪치기를 할 수 있고, 상하좌우 키로 움직인다.

### 체커 보드 체이스
체커 보드에서 진행하는 게임.
상대방이 있는 위치를 향해 페인트칠로 날려버리는 게임. 상대방이 내가 페인트칠을 한 자리에 서있다가 피하지 못하면 낙사한다. 내가 하면 쌤통이고 당하면 그만큼 골치아픈 게임. 사용 버튼은 범프! 크롭! 범프!와 같다.

## 후기
최초로 3D를 도입한 것과 친구들과의 진행, 능력 믹스가 참신했으나, 그래픽의 발전 단계상 배경 그래픽은 취약한 점을 많이 보였다. 그러나 뒤의 꿈의샘 디럭스, 거울의 대미궁보다 그래픽이 더 좋아 보인다.

## 평가
| 평가 |         |
| --- | ------- |
| 통합 점수 통합사 점수 메타크리틱 77/100 [ 1 ] 평론 점수 평론사 점수 에지 5/10 [ 2 ] EGM 8.33/10 [ 3 ] 유로게이머 8/10 [ 4 ] 패미츠 32/40 [ 5 ] [ 6 ] 게임 인포머 7.5/10 [ 7 ] 게임팬 90% [ 8 ] 게임프로 [ 9 ] 게임스팟 6.9/10 [ 10 ] IGN 7.9/10 [ 11 ] 닌텐도 파워 8.1/10 [ 12 ] |         |
| 통합 점수 |         |
| 통합사 | 점수    |
| 메타크리틱 | 77/100  |
| 평론 점수 |         |
| 평론사 | 점수    |
| 에지 | 5/10    |
| EGM | 8.33/10 |
| 유로게이머 | 8/10    |
| 패미츠 | 32/40   |
| 게임 인포머 | 7.5/10  |
| 게임팬 | 90%     |
| 게임프로 | [ 9 ]   |
| 게임스팟 | 6.9/10  |
| IGN | 7.9/10  |
| 닌텐도 파워 | 8.1/10  |